# 표준어 규정
표준어 규정(標準語 規定)은 대한민국의 표준어에 대한 규정이다. 현행 표준어 규정은 1988년 1월 19일 문교부 고시 제88-2호로 고시되었고, 1년간의 홍보, 준비 기간을 거쳐 1989년 3월 1일부터 시행되고 있다. 표준어 사정 원칙의 총칙에서 "표준어는 교양 있는 사람들이 두루 쓰는 현대 서울말로 정함을 원칙으로 한다"고 규정하고 있다.

## 구성
- 제1부 : 표준어 사정 원칙ㆍ
  - 제1장 총칙ㆍ
  - 제2장 발음 변화에 따른 표준어 규정ㆍ
    - 제1절 자음ㆍ
    - 제2절 모음ㆍ
    - 제3절 준말ㆍ
    - 제4절 단수 표준어ㆍ
    - 제5절 복수 표준어ㆍ

  - 제3장 어휘 선택의 변화에 따른 표준어 규정ㆍ
    - 제1절 고어ㆍ
    - 제2절 한자어ㆍ
    - 제3절 방언ㆍ
    - 제4절 단수 표준어ㆍ
    - 제5절 복수 표준어ㆍ

- 제2부: 표준 발음법ㆍ
  - 제1장 총칙ㆍ
  - 제2장 자음과 모음ㆍ
  - 제3장 음의 길이ㆍ
  - 제4장 받침의 발음ㆍ
  - 제5장 음의 동화ㆍ
  - 제6장 경음화ㆍ
  - 제7장 음의 첨가ㆍ

## 같이 보기
- 국립국어원
- 맞춤법
- 한글 맞춤법
  - 띄어쓰기
  - 문장부호
- 표준어
- 대한민국 표준어
- 표준어 사정 원칙
- 표준 발음법
- 외래어 표기법
- 로마자 표기법
- 한국어의 로마자 표기법